# Kanton Schwyz
Koordinaten: 47° 3′ N, 8° 42′ O; CH1903: 695842 / 211767
Schwyz ([ʃviːts], schweizerdeutsch Schwyz, französisch Schwytz oder Schwyz, italienisch Svitto, rätoromanisch Svizⓘ) ist ein Kanton in der Deutschschweiz. Der Kanton zählt zur Grossregion Zentralschweiz (Innerschweiz) sowie zur Metropolregion Zürich. Der Hauptort ist die gleichnamige Gemeinde Schwyz, die bevölkerungsreichste Gemeinde ist Freienbach.

Logo des Kantons Schwyz

## Name
Benannt ist der Kanton nach seinem Hauptort Schwyz.

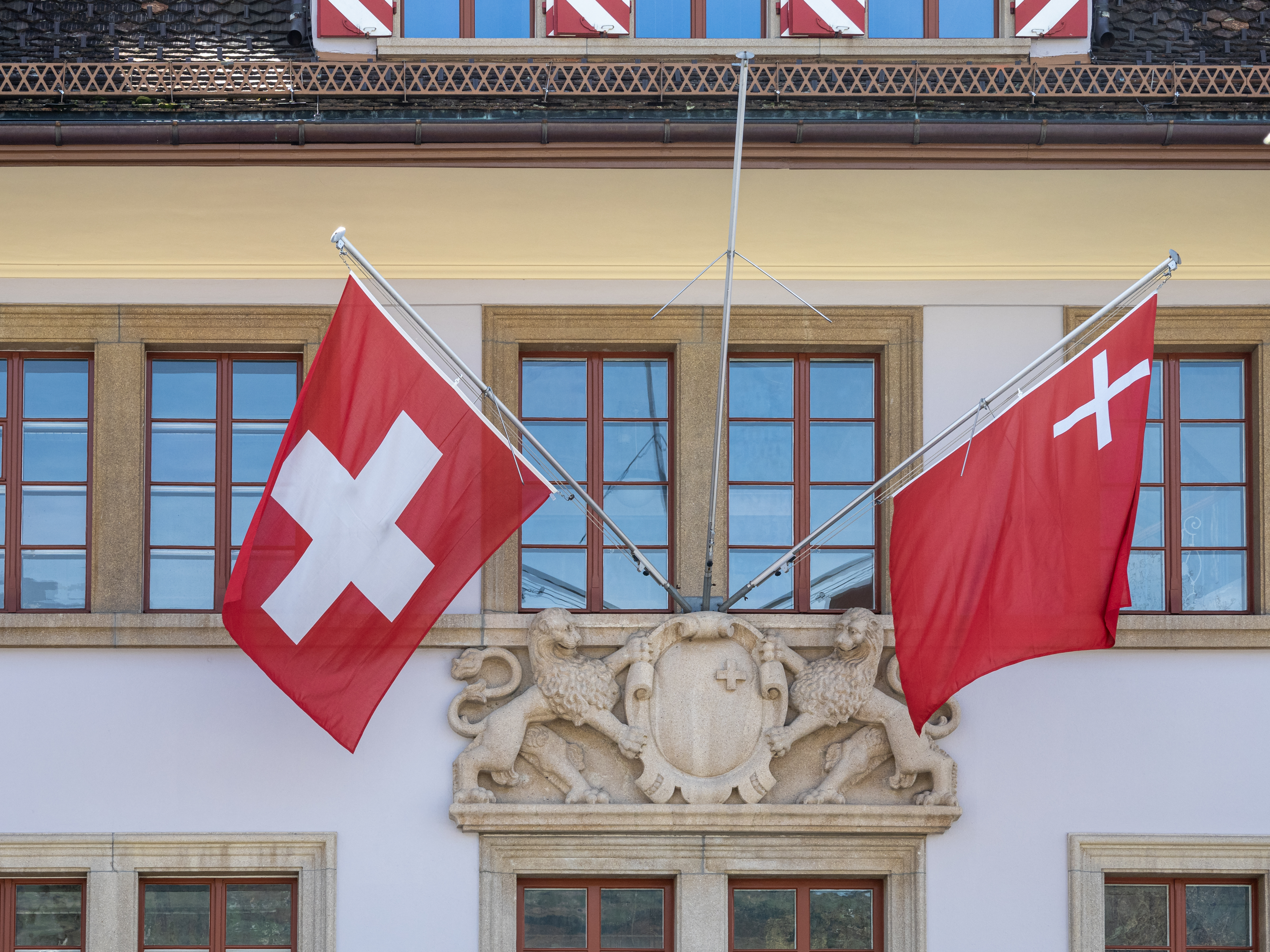
Schweizer- und Schwyzerfahne am Regierungsgebäude in Schwyz

Das Land Schwyz spielte in der Frühzeit des noch lockeren eidgenössischen Bündnissystems eine so aktive Rolle, dass die aggressiv-expansive Aussenpolitik der Schwyzer der Schweiz ihren heutigen Namen gab: Bereits im 14. Jahrhundert wurden die eidgenössischen Bündnispartner durch Chronisten im Heiligen Römischen Reich kollektiv als Schwyzer oder eben Schweizer bezeichnet.
Die ins Neuhochdeutsche übertragene Form Schweiz (mit dem typisch nicht-alemannischen Diphthong) wurde in der Folge im gesamten deutschen Sprachraum als Bezeichnung des Staates üblich; die einheimische Form (wie im Mittelhochdeutschen mit Monophthong) wurde hingegen als Suisse ins Französische übernommen. Die Schwyzer- und die Schweizerfahne sind dagegen unabhängig voneinander entstanden.

## Geographie
Der Kanton Schwyz liegt in der Zentralschweiz zwischen Zuger-, Vierwaldstätter- und Zürichsee und grenzt an die sieben Kantone Uri, Glarus, St. Gallen, Zürich, Zug, Luzern und Nidwalden. Er gehört grösstenteils zu den Schwyzer Voralpen, einem Teil der Zentralschweizer Voralpen. Ein kleiner Teil im Südosten gehört zu den Glarner Alpen (bzw. nach anderer Einteilung zu den Schwyzer Alpen). Dort liegt  auf der Kantonsgrenze der Gipfel des Bös Fulen (2801,8 m) als höchster Punkt des Kantons. Weniger als einen Kilometer südwestlich des Bös Fulen befindet sich mit dem Grisset (2721 m, auch Guet Fulen genannt) der höchste Gipfel, der vollständig im Kanton Schwyz liegt.

## Bevölkerung
Die Einwohner des Kantons werden Schwyzer genannt. Per 31. Dezember 2023 betrug die Einwohnerzahl des Kantons Schwyz 167'403. Die Bevölkerungsdichte liegt mit 184 Einwohnern pro Quadratkilometer unter dem Schweizer Durchschnitt (217 Einwohner pro Quadratkilometer). Der Ausländeranteil (gemeldete Einwohner ohne Schweizer Bürgerrecht) bezifferte sich am 31. Dezember 2023 auf 23,8 Prozent, während landesweit 27,0 Prozent Ausländer registriert waren. Per 30. Juni 2021 betrug die Arbeitslosenquote 1,2 Prozent gegenüber 2,8 Prozent auf eidgenössischer Ebene.

### Sprachen

#### Amtssprache und weitere Sprachen
Amtssprache im Kanton Schwyz ist Deutsch. Im Zeitraum vom 31. Dezember 2016 bis 31. Dezember 2018 gaben 88,4 Prozent der Bevölkerung Deutsch, 2,9 Prozent der Bevölkerung Italienisch und 2,1 Prozent Französisch als Hauptsprache an. Angaben zu der anderen Schweizer Amtssprache Rätoromanisch wurden nicht gemacht. Englisch gaben 5,9 Prozent als Hauptsprache an.

#### Dialekte
Die im Kantonsgebiet verbreiteten deutschen Mundarten gehören mit Ausnahme des Bezirks Höfe, dessen Dialekt dem Zürichdeutschen nahesteht, dem Höchstalemannischen an.
- Mittelhochdeutsche lange /iː/, /üː/ und /uː/ sind wie für das Höchstalemannische kennzeichnend auch im Hiat und im Wortauslaut und nicht nur wie im Hochalemannischen im Wortinnern erhalten geblieben, es heisst also nicht nur Ziit [tsiːt] «Zeit», Füür [fyːr] «Feuer», Huus [huːs] «Haus» wie im Hochalemannischen, sondern auch schniiä [ʃniːæ] «schneien», nüü [nyː] «neu», buuä [buːæ] «bauen».
- Von den benachbarten höchstalemannischen Mundarten im Süden unterscheidet sich das Schwyzerische durch die fehlende Rundung und Entrundung, man sagt also beispielsweise Baum [bæʊ̯m] «Baum» und Müüs [myːs] «Mäuse», nicht Boüm [bɔʏ̯m] und Miis [miːs] wie in Uri.
- Vom benachbarten Höchstalemannisch im Osten unterscheidet sich Schwyzerdeutsch durch die Dehnung von mittelhochdeutsch /a/, /æ/ und /ë/ in offener Silbe, man sagt also wie in Uri etwa Naasä [nɑːsæ] «Nase», nicht Nasä [nɑsæ] wie in Glarus.
- Charakteristisch für Teile der Schwyzer Mundart ist die Zerdehnung von langem (auch sekundär gelängtem und sekundär verdumpftem) /eː/, /oː/ und /öː/ zu /ei/, /ou/ und /öü/, beispielsweise Schnei [ʃneɪ̯] «Schnee», schöün [ʃøʏ̯n] «schön» und Broud [broʊ̯d] «Brot».
- Die in der Deutschschweiz weit verbreitete Verdumpfung von althochdeutsch /aː/ kennen im Kanton Schwyz nur dessen nördliche Gebiete; so gilt im Bezirk Höfe Òòbig [ɔːbɪg] und im Zusammenwirken mit der vorgenannten Zerdehnung in den Bezirken Einsiedeln und March Oubig [ɔʊ̯bɪg], ansonsten aber Aabet [ɑːbət] «Abend» wie auch in der weiteren höchstalemannischen Nachbarschaft.

### Staatsangehörigkeit
| Staat                   | Anteil in Prozent |
| ----------------------- | ----------------- |
| Schweiz                 | 81,37             |
| Deutschland             | 04,29             |
| Serbien                 | 02,22             |
| Italien                 | 02,12             |
| Kosovo                  | 01,29             |
| Portugal                | 00,84             |
| Bosnien und Herzegowina | 00,80             |
| Kroatien                | 00,79             |
| Nordmazedonien          | 00,66             |
| Türkei                  | 00,65             |
| Österreich              | 00,59             |
| Sri Lanka               | 00,51             |

## Religionen – Konfessionen
Von der gesamten Schwyzer Wohnbevölkerung sind derzeit (2024) etwa die Hälfte katholisch. Im Jahr 2023 sind 3000 der 167'000 Schwyzer aus der katholischen Kirche ausgetreten.
Seit der Volkszählung 2000 liegen keine genauen Mitgliederzahlen zu weiteren Religionsgemeinschaften (neben den beiden Landeskirchen) für die Gesamtbevölkerung des Kantons Schwyz mehr vor. Jedoch führt das Bundesamt für Statistik Stichprobenerhebungen durch, bei welchen auch andere Religionsgemeinschaften im Kanton erfasst werden. Bei der Stichprobenerhebung von 2017 gab fast ein Drittel der Befragten ab 15 Jahren im Kanton Schwyz an, keiner der beiden Landeskirchen anzugehören. Zudem unterscheidet sich gemäss der Erhebung die Religionszugehörigkeit der verschiedenen Bevölkerungsgruppen, je nach Staatsangehörigkeit beziehungsweise Herkunft, teilweise deutlich:
| Religion                         | Total aller Befragten | Schweizer Staats- angehörigkeit | Schweizer ohne Migrations- hintergrund | Schweizer mit Migrations- hintergrund | Ausländische Staats- angehörigkeit |
| -------------------------------- | --------------------- | ------------------------------- | -------------------------------------- | ------------------------------------- | ---------------------------------- |
| Christentum                      | 75                    | 82                              | 86                                     | 60                                    | 47                                 |
| – römisch-katholische Kirche     | 60                    | 68                              | 72                                     | 36                                    | 31                                 |
| – evangelisch-reformierte Kirche | 10                    | 11                              | 12                                     | 09                                    | 06                                 |
| – andere christliche Kirchen     | 05                    | 03                              | 02                                     | 15                                    | 10                                 |
| Islam                            | 05                    | 01                              | 0                                      | 10                                    | 19                                 |
| andere Religionen                | 01                    | 01                              | 0                                      | 03                                    | 03                                 |
| konfessionslos                   | 18                    | 15                              | 14                                     | 25                                    | 29                                 |
| keine Angabe                     | 01                    | 01                              | 01                                     | 02                                    | 01                                 |

| Religionsgemeinschaft             | Einwohner absolut | Anteil in Prozent |
| --------------------------------- | ----------------- | ----------------- |
| römisch-katholisch                | 92'868            | 72,20             |
| evangelisch-reformiert            | 15'140            | 11,80             |
| konfessionslos                    | 06'331            | 04,90             |
| islamische Gemeinschaften         | 05'598            | 04,35             |
| ohne Angabe                       | 03'752            | 02,92             |
| orthodox                          | 02'758            | 02,14             |
| evangelische Freikirchen          | 00'724            | 00,56             |
| hinduistische Vereinigungen       | 00'429            | 00,33             |
| neuapostolische Kirche            | 00'343            | 00,27             |
| buddhistische Vereinigungen       | 00'272            | 00,21             |
| Zeugen Jehovas                    | 00'177            | 00,14             |
| andere christliche Gemeinschaften | 00'136            | 00,11             |
| übrige Religionsgemeinschaften    | 00'062            | 00,05             |
| jüdische Gemeinschaft             | 00'051            | 00,04             |
| christkatholische Kirche          | 00'046            | 00,04             |
| evangelisch-methodistische Kirche | 00'017            | 00,01             |
| Gesamt                            | 128'7040          | 100,000           |

Der Kanton Schwyz gehörte zu den fünf inneren katholischen Bergkantonen, die an den zwei Kappelerkriegen teilnahmen. Infolge des Zweiten Kappeler Landfriedens durften im Kanton Schwyz keine Angehörigen anderer Konfession wohnen. Erst die Bundesverfassung der Schweizerischen Eidgenossenschaft vom 12. September 1848 garantierte die Religions- und Niederlassungsfreiheit.
Mit der Verfassung des eidgenössischen Standes Schwyz vom 11. Juni 1876 wurde die vollständige Religionsfreiheit, auch für nichtchristliche Religionen, eingeführt.
Die katholische Kirche blieb bis 1957 einzige anerkannte Religionsgemeinschaft (Staatskirche) für den Kanton Schwyz. Am 27. September 1992 stimmten die Bürger des Kantons Schwyz einer Neuordnung des Verhältnisses zwischen Kirchen und Staat zu. Sie sprachen sich damit für eine Aufgabenentflechtung und die Schaffung zweier konfessionsgebundener Kantonalkirchen aus. Diese wie auch die Kirchgemeinden sind in finanz- wie steuerrechtlicher Hinsicht vom Kanton und von den Gemeinden unabhängig.

### Römisch-katholische Kirche
Die römisch-katholische Kirche ist die zahlenmässig grösste Konfessionsgemeinschaft im Kanton Schwyz. Die römisch-katholische Kantonalkirche Schwyz wurde 1998 gegründet. Sie gehört zum Bistum Chur.
Grosse, auch internationale Ausstrahlungskraft hat das im Hochmittelalter gegründete Benediktinerkloster Einsiedeln.

### Evangelisch-reformierte Kirche
Im Jahr 2013 lebten 18'683 Reformierte im Kanton Schwyz, das entsprach etwa zwölf Prozent der Bevölkerung. 15,9 Prozent waren es im an Zürich orientierten Ausserschwyz, das schon um 1830 erste Reformierte ansiedeln liess. In Innerschwyz waren nur 7,7 Prozent der Bevölkerung reformiert.
Die erste evangelisch-reformierte Kirchgemeinde wurde 1868 im Bezirk March gegründet. Die Kirche von Siebnen wurde 1878 eingeweiht. 1886 wurde der erste reformierte Pfarrer in Brunnen angestellt. Diese Entwicklung wurde massgeblich durch den protestantisch-kirchlichen Hilfsverein des Kantons Zürich unterstützt, der seine Aufgabe in der Förderung des evangelischen Glaubenslebens in der Diaspora sah.
Die Anerkennung der sechs evangelisch-reformierten Kirchgemeinden als öffentlich-rechtliche Körperschaft mit dem Recht, Steuern einzuziehen, erfolgte mit dem Kantonsratsbeschluss vom Oktober 1957. Die Gründung einer evangelisch-reformierten Kantonalkirche erfolgte 1998. Die Evangelisch-reformierte Kantonalkirche Schwyz umfasst sechs Kirchgemeinden.

### Freikirchen und andere christliche Gemeinschaften
Gründung
- Neuapostolische Kirche Lachen, 1931
- Neuapostolische Kirche Immensee, 1961
- FEG Höfe Wilen, 1977
- FEG March, 1979
- Chrischona Arth-Goldau, 1984
- FEG Einsiedeln, 1987
- Chrischona Brunnen-Schwyz, 1986

## Verfassung und Politik
Die gegenwärtige Kantonsverfassung datiert vom 24. November 2010 und ist in der Volksabstimmung vom 15. Mai 2011 angenommen worden. Sie löste die bisherige, vielfach geänderte Verfassung von 1898 ab.

### Legislative
- SP: 15
- GLP: 5
- Mitte: 23
- FDP: 19
- SVP: 38

Gesetzgebendes Organ (Legislative) ist der Kantonsrat mit 100 Mitgliedern. Diese werden vom Volk gemäss Verhältniswahlrecht fest auf vier Jahre gewählt, wobei jede Gemeinde einen Wahlkreis bildet.
Verfassungsänderungen, Gesetzeserlasse bzw. -änderungen sowie Ausgabenbeschlüsse über einmalige Ausgaben von mehr als fünf Millionen Franken bzw. jährlich wiederkehrende Ausgaben von mehr als 500'000 Franken, die mit weniger als drei Viertel der an der Schlussabstimmung teilnehmenden Kantonsräte angenommen worden sind, unterliegen zwingend der Volksabstimmung (obligatorisches Referendum), die übrigen Gesetzeserlasse und -änderungen dann, wenn es von 1000 Stimmberechtigten verlangt wird (fakultatives Referendum). Das Volk kann selbst Verfassungs- und Gesetzesänderungen vorschlagen, wenn 2000 Wahlberechtigte einen dahingehenden Vorschlag unterstützen (Volksinitiative).
Bei den Wahlen zum Kantonsrat erhielten die Parteien folgende Sitzzahlen:
| Partei | Partei                                      | 1996 | 2000 | 2004 | 2008 | 2012 | 2016 | 2020 | 2024 | Wähleranteil in Prozent |
| ------ | ------------------------------------------- | ---- | ---- | ---- | ---- | ---- | ---- | ---- | ---- | --- |
|        | Schweizerische Volkspartei (SVP)            | 12   | 20   | 27   | 41   | 35   | 33   | 33   | 38   | Kantonsratswahl vom 3. März 2024Wahlbeteiligung: 51,62 % 403020100 38,323,018,814,74,70,4 SVPMitteFDPSPGLPEVP/EDUGewinne und Verlusteim Vergleich zu 2020 %p 6 4 2 0 −2 −4+5,0−1,0−1,5−2,0−1,1+0,4SVPMitteFDPSPGLPEVP/EDU |
|        | Die Mitte (vormals CVP)                     | 46   | 43   | 34   | 29   | 29   | 27   | 24   | 23   | Kantonsratswahl vom 3. März 2024Wahlbeteiligung: 51,62 % 403020100 38,323,018,814,74,70,4 SVPMitteFDPSPGLPEVP/EDUGewinne und Verlusteim Vergleich zu 2020 %p 6 4 2 0 −2 −4+5,0−1,0−1,5−2,0−1,1+0,4SVPMitteFDPSPGLPEVP/EDU |
|        | FDP.Die Liberalen (FDP)                     | 29   | 26   | 24   | 21   | 23   | 22   | 20   | 19   | Kantonsratswahl vom 3. März 2024Wahlbeteiligung: 51,62 % 403020100 38,323,018,814,74,70,4 SVPMitteFDPSPGLPEVP/EDUGewinne und Verlusteim Vergleich zu 2020 %p 6 4 2 0 −2 −4+5,0−1,0−1,5−2,0−1,1+0,4SVPMitteFDPSPGLPEVP/EDU |
|        | Sozialdemokratische Partei der Schweiz (SP) | 11   | 11   | 15   | 9    | 10   | 15   | 17   | 15   | Kantonsratswahl vom 3. März 2024Wahlbeteiligung: 51,62 % 403020100 38,323,018,814,74,70,4 SVPMitteFDPSPGLPEVP/EDUGewinne und Verlusteim Vergleich zu 2020 %p 6 4 2 0 −2 −4+5,0−1,0−1,5−2,0−1,1+0,4SVPMitteFDPSPGLPEVP/EDU |
|        | Grünliberale Partei (GLP)                   | –    | –    | –    | –    | 0    | 3    | 6    | 5    | Kantonsratswahl vom 3. März 2024Wahlbeteiligung: 51,62 % 403020100 38,323,018,814,74,70,4 SVPMitteFDPSPGLPEVP/EDUGewinne und Verlusteim Vergleich zu 2020 %p 6 4 2 0 −2 −4+5,0−1,0−1,5−2,0−1,1+0,4SVPMitteFDPSPGLPEVP/EDU |
|        | Diverse                                     | 2    | 0    | 0    | 0    | 3    | 0    | 0    | 0    | Kantonsratswahl vom 3. März 2024Wahlbeteiligung: 51,62 % 403020100 38,323,018,814,74,70,4 SVPMitteFDPSPGLPEVP/EDUGewinne und Verlusteim Vergleich zu 2020 %p 6 4 2 0 −2 −4+5,0−1,0−1,5−2,0−1,1+0,4SVPMitteFDPSPGLPEVP/EDU |

Der Kanton Schwyz entsendet für die Bundesversammlung zwei Vertreter in den Ständerat und vier Vertreter in den Nationalrat.

### Exekutive
Oberstes vollziehendes bzw. ausführendes Organ (Exekutive) ist der Regierungsrat, dessen sieben Mitglieder direkt vom Volk gemäss Majorzwahl fest auf vier Jahre gewählt werden. Den Vorsitz hat der Landammann auf zwei Jahre inne, sein Stellvertreter ist der Landesstatthalter.
Nach den Gesamterneuerungswahlen von 2020 stellt die SVP weiterhin drei, die CVP (ab 2021: Die Mitte) zwei und die FDP zwei Regierungsräte. Die Regierungsräte René Bünter (SVP) und Othmar Reichmuth (CVP, neu Ständerat) stellten sich nicht zur Wiederwahl. Die SP ist seit 2012 nicht mehr in der Regierung vertreten. Mit Petra Steimen-Rickenbacher (FDP) gehört seit 2012 wieder eine Frau dem Regierungsrat an. Sie war von 2020 bis 2022 die zweite Frau Landammann in der Geschichte des Kantons Schwyz. Seit dem 1. Juli 2022 ist André Rüegsegger (SVP) Landammann, Landesstatthalter ist Michael Stähli (Die Mitte).
Während der Legislaturperiode traten Andreas Barraud (SVP) und Kaspar Michel (FDP) zurück. Bei den Ersatzwahlen vom 25. September 2022 und der Nachwahl vom 27. November 2022 wurden zwei Sitze neu besetzt, wobei zum ersten Mal das Transparenzgesetz zum Einsatz kam.
Auf den 1. Juli 2008 revidierte der Regierungsrat die Vollzugsverordnung über die Aufgaben und die Gliederung der Departemente und der Staatskanzlei und setzte sie in Kraft. Am 28. März 2007 hatte der Kantonsrat einer Änderung der Organisationsverordnung zugestimmt und damit den Weg für eine neue Departementsstruktur freigemacht.
| Regierungsrat              | Funktion            | Partei    | Departement                 |
| -------------------------- | ------------------- | --------- | --------------------------- |
| André Rüegsegger           | Landammann 1        | SVP       | Baudepartement              |
| Michael Stähli             | Landesstatthalter 1 | Die Mitte | Bildungsdepartement         |
| Petra Steimen-Rickenbacher | Regierungsrätin     | FDP       | Volkswirtschaftsdepartement |
| Herbert Huwiler            | Regierungsrat       | SVP       | Finanzdepartement           |
| Sandro Patierno            | Regierungsrat       | Die Mitte | Umweltdepartement           |
| Xaver Schuler              | Regierungsrat       | SVP       | Sicherheitsdepartement      |
| Damian Meier               | Regierungsrat       | FDP       | Departement des Innern      |

Der Regierungsrat wird durch den Staatsschreiber Mathias Brun (parteilos) unterstützt.

### Judikative
Die Rechtsprechung (Judikative) wird in zweiter Rechtsinstanz auf kantonaler Ebene durch das Kantons- und das Verwaltungsgericht ausgeübt. Erste Rechtsinstanz bilden die Bezirksgerichte, das Kantonale Straf- und Jugendgericht sowie das Zwangsmassnahmengericht. Den Bezirksgerichten als Schlichtungsbehörde vorgeschaltet sind die auf kommunaler Ebene angesiedelten Vermittler (in anderen Kantonen Friedensrichter genannt).

### Gemeinden, Bezirke und Korporationen
Im Kanton Schwyz sind sowohl die Gemeinden als auch – anders als in den meisten anderen Schweizer Kantonen – die Bezirke autonome Selbstverwaltungseinheiten. Während die Gemeinden aber auch einen eigenen, vom Kanton unabhängigen Wirkungskreis haben, erfüllen die Bezirke nur solche Aufgaben, die ihnen das kantonale Recht überträgt. Sowohl Gemeinden wie Bezirken steht das Besteuerungsrecht zu; sie setzen die Höhe ihrer Steuern selbst fest. Der Bezirk Schwyz kennt als einziger Bezirk des Kantons noch eine Landsgemeinde, an welcher der Bezirksrat und das Bezirksgericht gewählt, das Budget beraten und die Rechnung abgenommen sowie zu Handen der Urnenabstimmung die Sachgeschäfte vorberaten werden.
Durch die Verfassung öffentlich-rechtlich anerkannt sind überdies die römisch-katholischen und die evangelisch-reformierten Kirchgemeinden, die sich je innerhalb der jeweiligen Kantonalkirche formieren.
Die althergebrachten Korporationsgemeinden, wie die Oberallmeindkorporation Schwyz, sind ebenfalls öffentlich-rechtlich anerkannt. Bürgergemeinden hingegen gibt es im Kanton Schwyz, im Gegensatz zu vielen anderen Kantonen, nicht.

### Vertretung auf Bundesebene
Der Kanton Schwyz hat vier Sitze im Nationalrat und zwei im Ständerat.

## Wirtschaft
2022 betrug das Bruttoinlandsprodukt (BIP) 11,6 Milliarden Franken (Platz 18 unter den 26 Kantonen). Mit einem BIP pro Kopf von 70'739 Franken (2022) belegte der Kanton Platz 21 und damit einen der hinteren Plätze. 2017 wurden 82'994 Beschäftigte im Kanton Schwyz gezählt, wovon 4'427 auf den primären (Urproduktion), 21'086 auf den sekundären (Industrie) und 57'481 auf den tertiären Sektor (Dienstleistung) entfielen. 15'351 Arbeitsstätten wurden 2017 im Kanton gezählt (davon 1'642 im primären, 2'420 im sekundären und 11'289 im tertiären Sektor). Die Arbeitslosenquote bezifferte sich per 30. Juni 2021 auf 1,2 Prozent gegenüber 2,8 Prozent auf eidgenössischer Ebene.
Im Jahr 2020 wurden 12,2 Prozent der landwirtschaftlichen Nutzfläche des Kantons durch 175 Betriebe biologisch bewirtschaftet.

## Geschichte

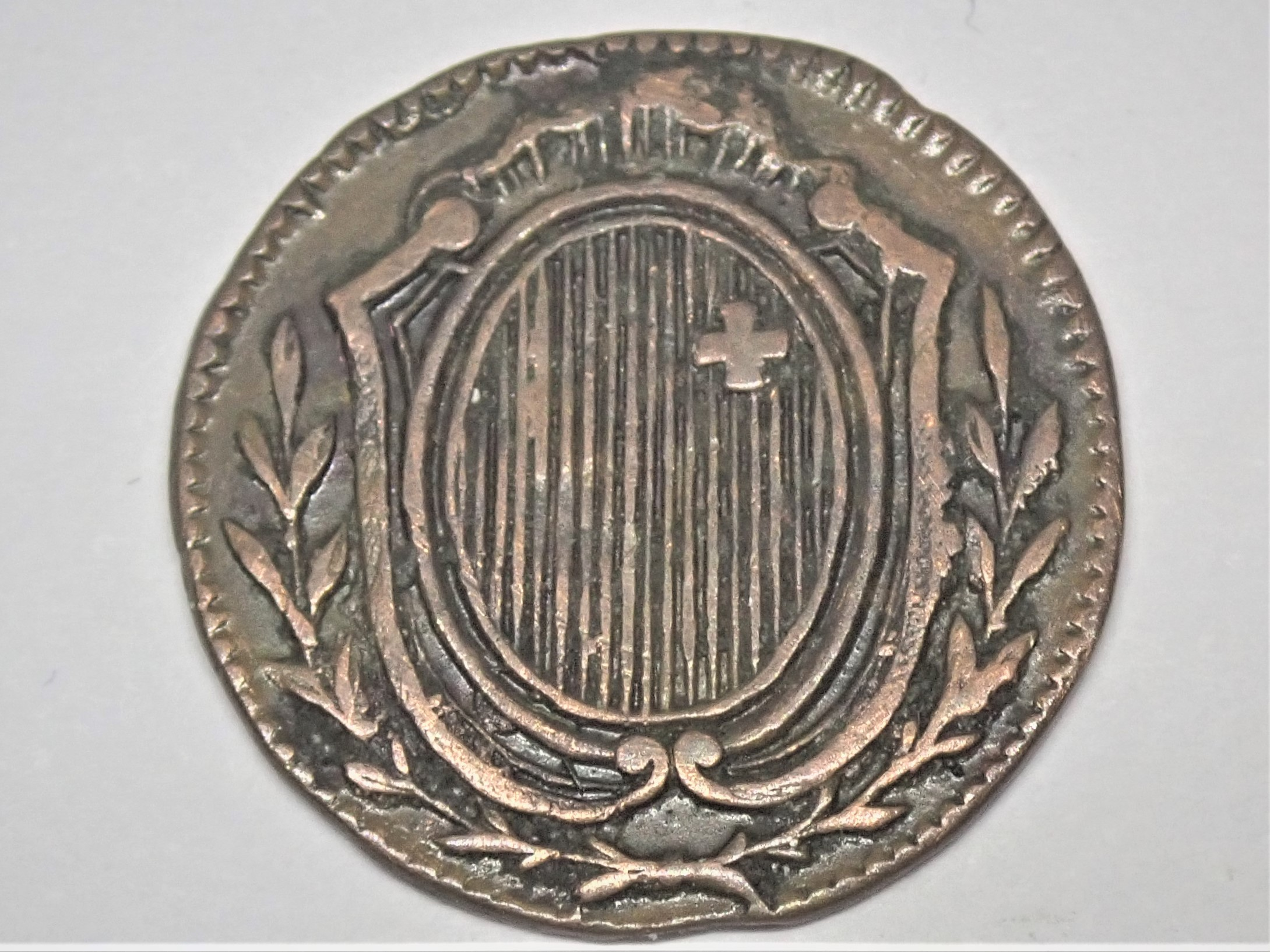
Schwyzer Rappen von 1816, Wappenseite

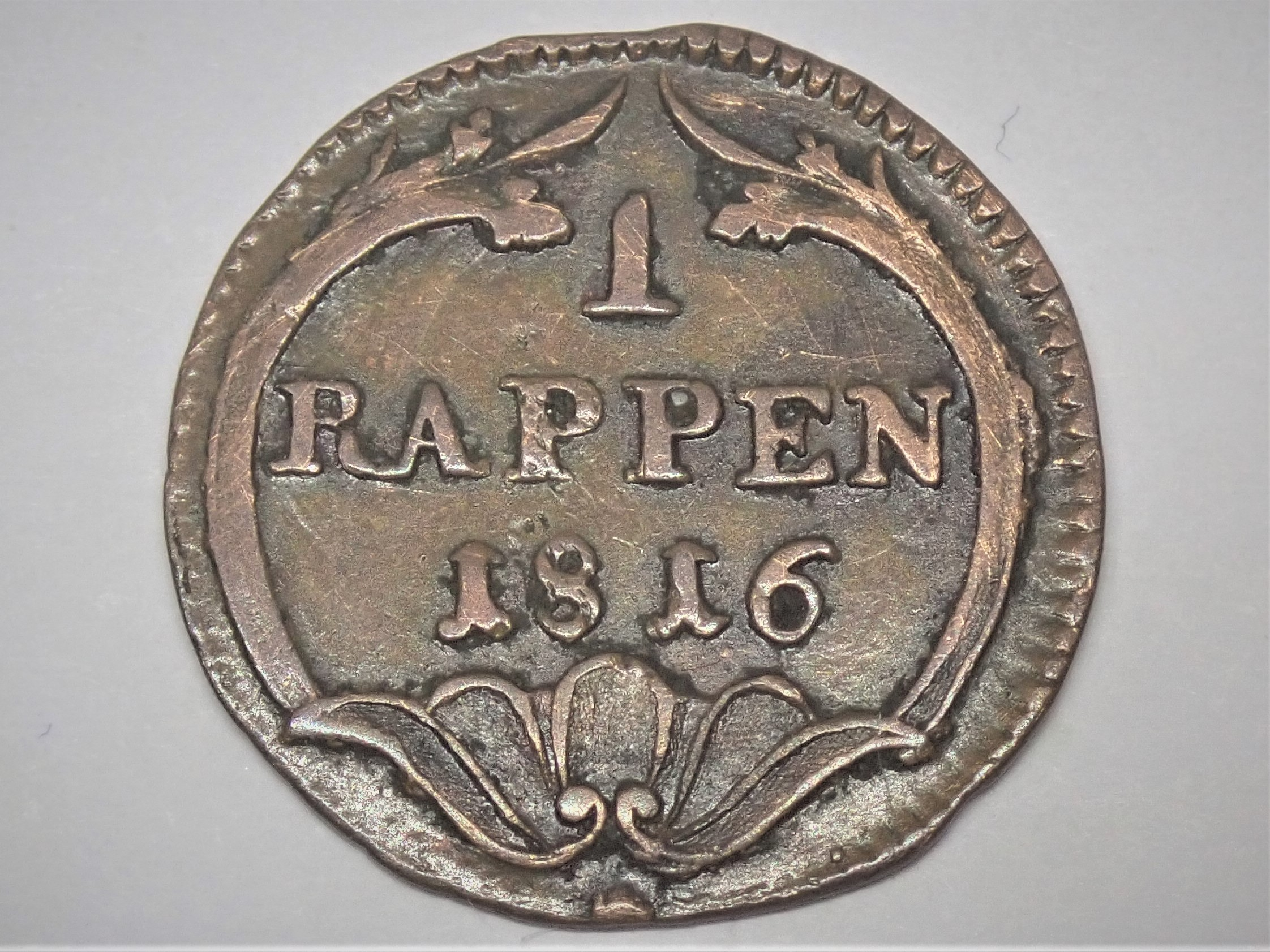
Schwyzer Rappen von 1816, Wertseite

## Verwaltungsgliederung

### Politische Gemeinden

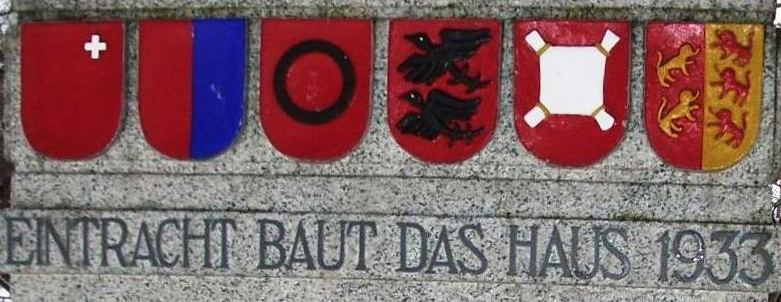
Bezirkswappen des Kantons Schwyz; Schwyz, Gersau, March, Einsiedeln, Küssnacht und Höfe

Nachfolgend aufgelistet sind die bevölkerungsreichsten politischen Gemeinden per 31. Dezember 2023:
| Politische Gemeinde | Einwohner |
| ------------------- | --------- |
| Freienbach          | 16'943    |
| Einsiedeln          | 16'464    |
| Schwyz              | 16'181    |
| Küssnacht           | 14'044    |
| Arth                | 12'476    |
| Schübelbach         | 09623     |
| Lachen              | 09458     |
| Ingenbohl           | 09346     |
| Wollerau            | 07568     |
| Altendorf           | 07369     |

### Bezirke

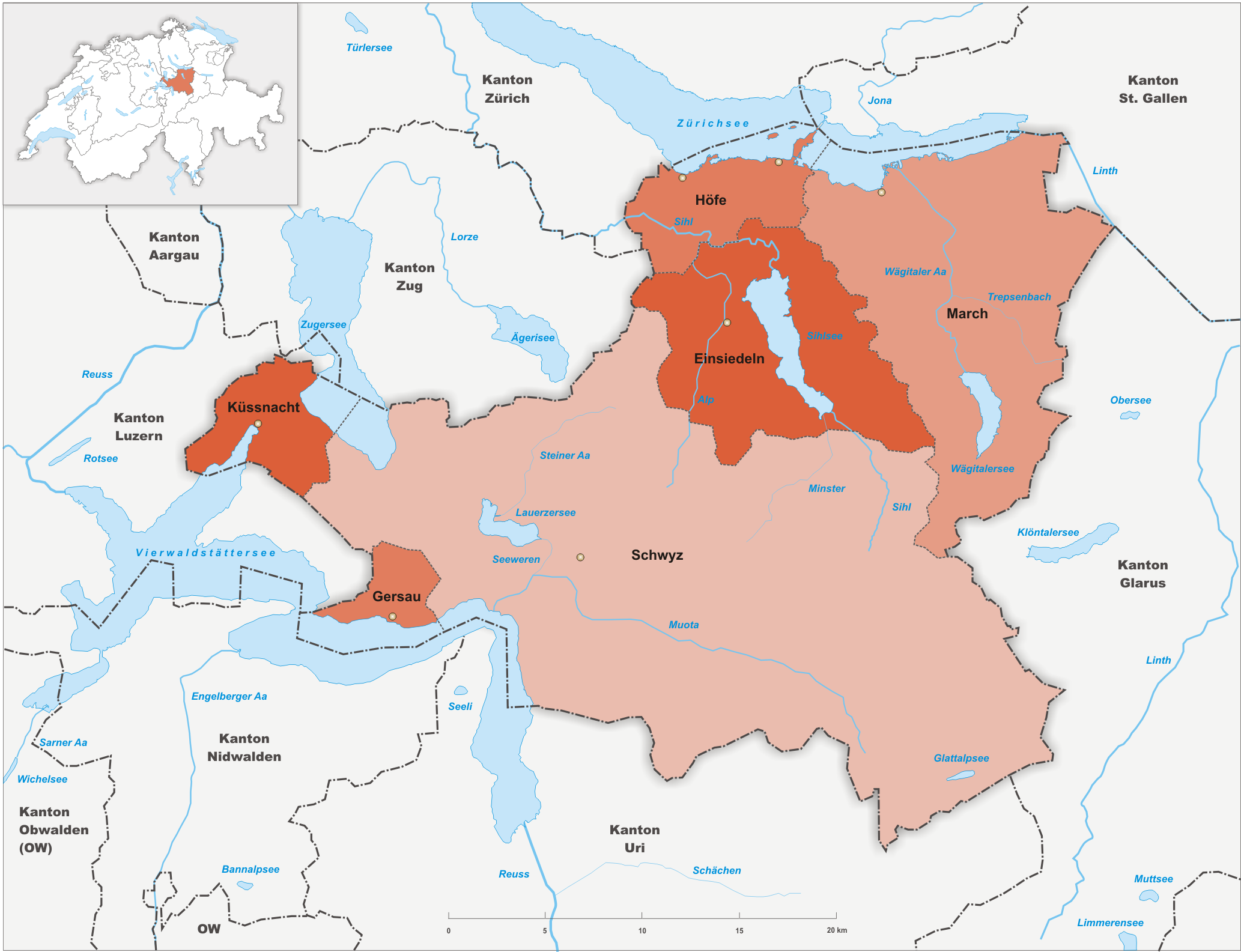
Bezirke des Kantons Schwyz

Der Kanton Schwyz unterteilt sich in 6 Bezirke und 30 Gemeinden, wobei die Bezirke Einsiedeln, Küssnacht und Gersau jeweils nur aus der gleichnamigen Gemeinde bestehen.
| Bezirk     | Einwohner | Gemeinden |
| ---------- | --------- | --- |
| Schwyz     | 58'256    | Schwyz, Arth, Ingenbohl, Muotathal, Steinen, Sattel, Rothenthurm, Oberiberg, Unteriberg, Lauerz, Steinerberg, Morschach, Alpthal, Illgau, Riemenstalden |
| Einsiedeln | 16'464    | Einsiedeln |
| Gersau     | 02414     | Gersau |
| Höfe       | 30'124    | Wollerau, Freienbach, Feusisberg |
| Küssnacht  | 14'044    | Küssnacht |
| March      | 46'101    | Lachen, Altendorf, Galgenen, Vorderthal, Innerthal, Schübelbach, Tuggen, Wangen, Reichenburg                                                            |